# Nikolaj Medtner
Nikolaj Karlovitj Medtner, (russisk: Николай Карлович Метнер), (5. januar 1880 – 13. november 1951) var en russisk komponist og pianist. Han skrev blandt andet 14 klaversonater, en serie "Skazki" (Eventyr eller Fortællinger) for klaver, en klaverkvintet, 3 violinsonater, sange og tre store koncerter for klaver og orkester. Han var en fætter til den russiske komponist Alexander Goedicke; begge havde aner i Tyskland.
Medtner har fået etiketten den "russiske Brahms" i lighed med blandt andre Aleksandr Glasunov, Paul Juon (1872-1940) og Sergej Tanejev (1856-1915), fordi de forbandt elementer fra den nationale russiske skole med indflydelse fra Vesteuropa.
Medtner voksede op i Moskva og studerede på konservatoriet dèr. Han blev i Rusland også efter Revolutionen, men turnerede i 1924 som pianist i Nordamerika, understøttet af bl.a. Sergej Rakhmaninov. I 1936 bosatte han sig sammen med sin hustru i London, hvor der i 1949 dannedes et "Medtner Society", som skulle understøtte hans musik, med hjælp fra den velstående Maharaja af Mysore.
De fleste af Medtners værker er efterhånden blevet indspillet flere gange, i særlig grad klaverkoncerterne og klaversonaterne. Blandt de pianister, der har interesseret sig for hans musik, er Hamish Milne, Marc Andre Hamelin, Geoffrey Tozer, Konstantin Aleksandrovitj Sjtjerbakov, Geoffrey Douglas Madge, Jevgenij Olegovutj Sudbin, Nikolaj Demidenko, og i mindre grad Emil Gilels, Michael Ponti, Igor Sjukov, m.fl.

## Reference
1. ↑  Navnet er anført på engelsk og stammer fra Wikidata hvor navnet endnu ikke findes på dansk.
2. ↑  Navnet er anført på engelsk og stammer fra Wikidata hvor navnet endnu ikke findes på dansk.
3. ↑  Nikolaj Medtners pianosonater.